# Tezdžan Naimova
Tezdžan Naimova (in bulgaro Тезджан Наимова?, traslitterazione anglosassone approssimata Tezdzhan Naimova o Tezzhan Naimova; Părvomaj, 1º maggio 1987) è una velocista bulgara.

## Progressione

### 60 metri piani indoor
| Stagione | Risultato | Luogo    | Data      | Rank. Mond. |
| -------- | --------- | -------- | --------- | ----------- |
| 2011     | 7"46      | Sofia    | 19-2-2011 |             |
| 2007     | 7"13      | Il Pireo | 21-2-2007 |             |
| 2006     | 7"31      | Paiania  | 22-2-2006 |             |

### 100 metri piani
| Stagione | Risultato | Luogo     | Data      | Rank. Mond. |
| -------- | --------- | --------- | --------- | ----------- |
| 2012     | 11"26     | Rieti     | 9-9-2012  |             |
| 2011     | 11"42     | Sliven    | 11-6-2011 |             |
| 2008     | 11"43     | Žukovskij | 15-6-2008 |             |
| 2007     | 11"04     | Plovdiv   | 1-7-2007  |             |
| 2006     | 11"23     | Sofia     | 10-6-2006 |             |
| 2005     | 11"61     | Sofia     | 28-5-2005 |             |

### 200 metri piani
| Stagione | Risultato | Luogo   | Data      | Rank. Mond. |
| -------- | --------- | ------- | --------- | ----------- |
| 2008     | 23"44     | Berlino | 1-6-2008  |             |
| 2007     | 22"43     | Sofia   | 17-6-2007 |             |
| 2006     | 22"99     | Pechino | 18-8-2006 |             |
| 2005     | 23"82     | Sofia   | 7-7-2005  |             |
| 2004     | 24"33     | Sofia   | 13-6-2004 |             |

## Palmarès
| Anno | Manifestazione    | Sede       | Evento      | Risultato  | Prestazione | Note                          |
| ---- | ----------------- | ---------- | ----------- | ---------- | ----------- | ----------------------------- |
| 2004 | Mondiali juniores | Grosseto   | 200 m piani | Semifinale | 24"44       |                               |
| 2005 | Europei juniores  | Kaunas     | 100 m piani | 4ª         | 11"79       |                               |
| 2005 | Europei juniores  | Kaunas     | 200 m piani | 7ª         | 24"02       |                               |
| 2006 | Mondiali indoor   | Mosca      | 60 m piani  | Semifinale | 7"36        |                               |
| 2006 | Mondiali juniores | Pechino    | 100 m piani | Oro        | 11"28       |                               |
| 2006 | Mondiali juniores | Pechino    | 200 m piani | Oro        | 22"99       | Miglior prestazione personale |
| 2007 | Europei indoor    | Birmingham | 60 m piani  | 5ª         | 7"22        |                               |
| 2007 | Mondiali          | Osaka      | 100 m piani | Semifinale | 11"18       |                               |
| 2007 | Mondiali          | Osaka      | 200 m piani | Semifinale | 22"88       |                               |
| 2008 | Giochi olimpici   | Pechino    | 100 m piani | Batteria   | 11"70       |                               |
| 2012 | Europei           | Helsinki   | 4×100 m     | Batteria   | 45"25       |                               |
| 2013 | Europei indoor    | Göteborg   | 60 m piani  | dq         | dq          | [ 1 ]                         |